# Ría Bodie
La ría Bodie (en inglés: Bodie Inlet o Bodie Creek) es el estuario del arroyo Horqueta y de otros pequeños arroyos (como la ría Findlay) hacia el seno Choiseul, ubicado al sur del asentamiento de Pradera del Ganso en Lafonia, en el centro de la isla Soledad, islas Malvinas.
En esta ría se localiza el puente Bodie Creek, que es considerado el puente colgante más austral del mundo, y conectaba Lafonia con Pradera del Ganso.